# Scopellaria marginata
Scopellaria marginata är en gurkväxtart som först beskrevs av Carl Ludwig von Blume, och fick sitt nu gällande namn av W.J.de Wilde och Duyfjes. Scopellaria marginata ingår i släktet Scopellaria och familjen gurkväxter. Utöver nominatformen finns också underarten S. m. penangense.